# دهستان عنافچه
دهستان عنافچه، یکی از دهستان‌های بخش مرکزی شهرستان باوی در استان خوزستان ایران است. مرکز این دهستان، روستای عماشیه یک است.

## جمعیت
بر پایه سرشماری عمومی نفوس و مسکن در سال ۱۳۹۵، جمعیت دهستان عنافچه برابر با ۱۰٬۳۲۱ نفر بوده است.